# Neoserica mucronota
Neoserica mucronota är en skalbaggsart som beskrevs av Moser 1922. Neoserica mucronota ingår i släktet Neoserica och familjen Melolonthidae. Inga underarter finns listade i Catalogue of Life.